# Ercheia albovariegata
Ercheia albovariegata là một loài bướm đêm trong họ Noctuidae.